# Vörös kéreggomba
A vörös kéreggomba (Gloeoporus taxicola) a Meruliaceae családba tartozó, Eurázsiában, Észak-Amerikában és Ausztráliában honos, fenyők elhalt törzsén élő, nem ehető gombafaj.

## Megjelenése
A vörös kéreggomba termőteste egyéves, 4-15 (50) cm hosszú, 1-3 mm vastag bevonatot képez az aljzaton, amelyről nehéz leválasztani. Gyakran nagy felületet is beboríthat. Fiatalon kemény és viaszos, szárazon merev, törékeny. Felső spóratermő felülete pórusos szerkezetű. Színe rózsaszínes-okkeres, barnásnarancs, vörösbarnás vagy borvörös. A pórusok szögletesek, eléggé sűrűk (2-4 db/mm). A termőtest növekvő, nem spóratermő szegélye fehér, élesen elválik a vörös felülettől; nemezes-szálas felszínű. Szaga és íze nem jellegzetes.
Spórapora fehér Spórája kolbász formájú, sima, imamiloid, mérete 4,5-6 x 1-1,5 µm.

### Hasonló fajok
A puha kéreggomba lombos fákon nő.

## Elterjedése és termőhelye
Eurázsiában, Észak-Amerikában és Ausztráliában honos.
Fenyők (elsősorban erdeifenyő, lucon ritkább) elhalt vastagabb ágain, törzsén található meg. A termőtest egész évben látható.

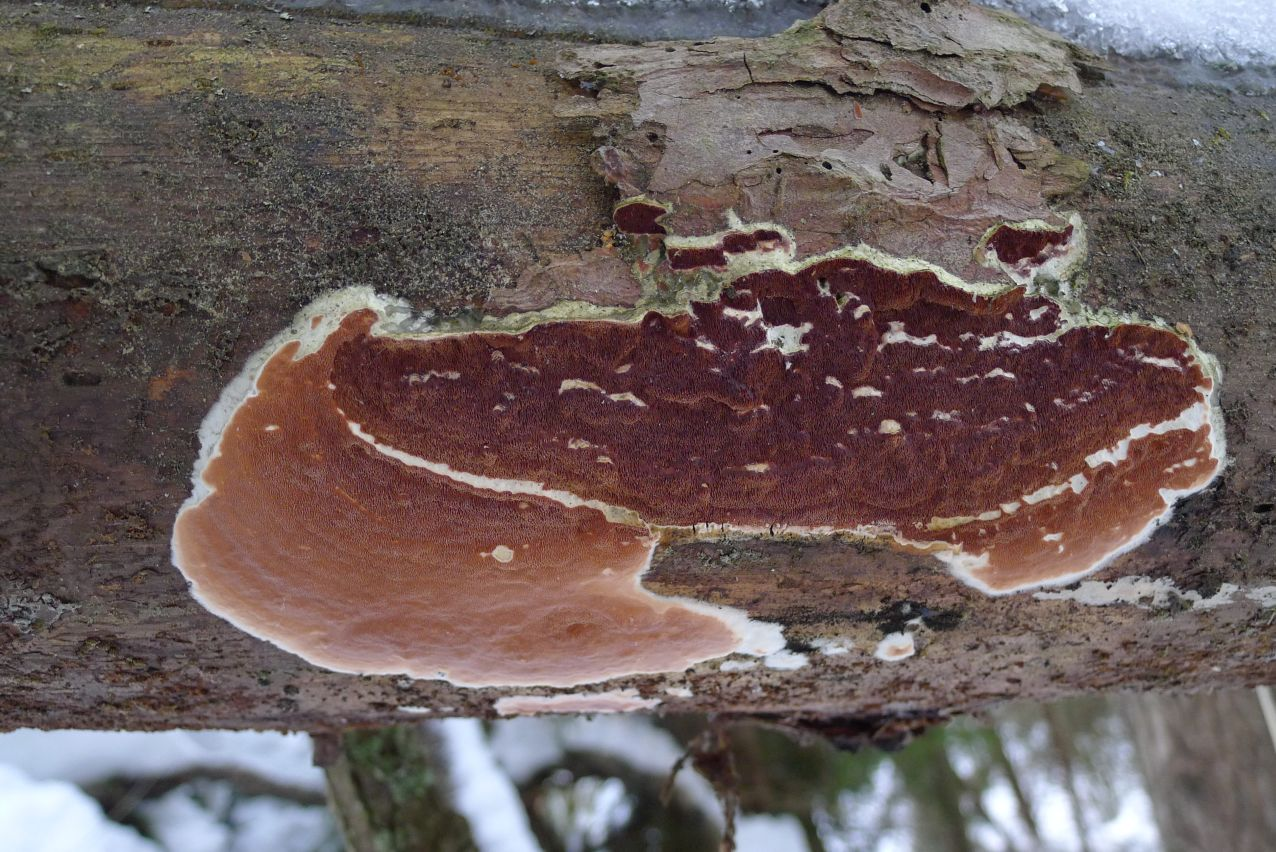
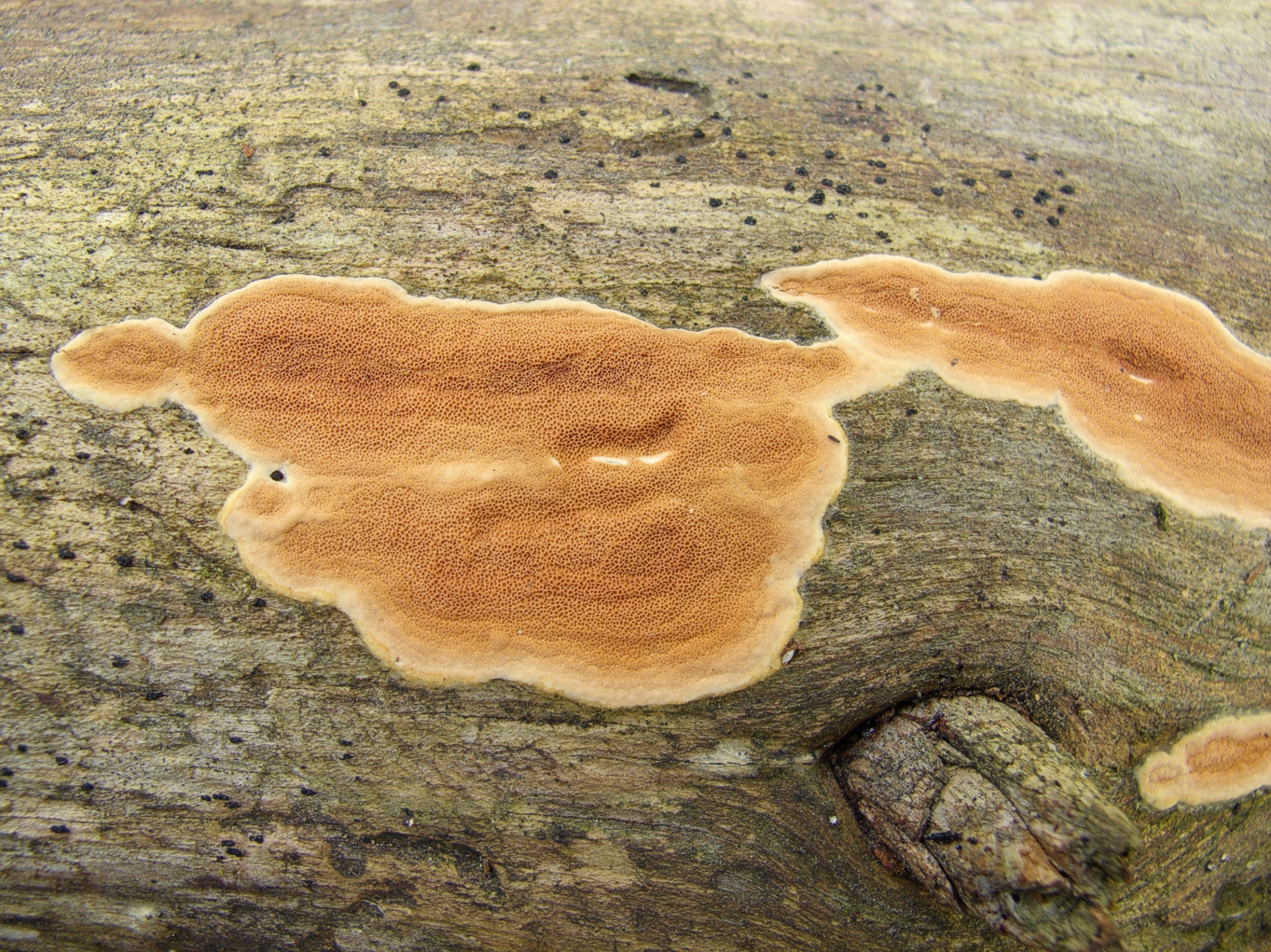
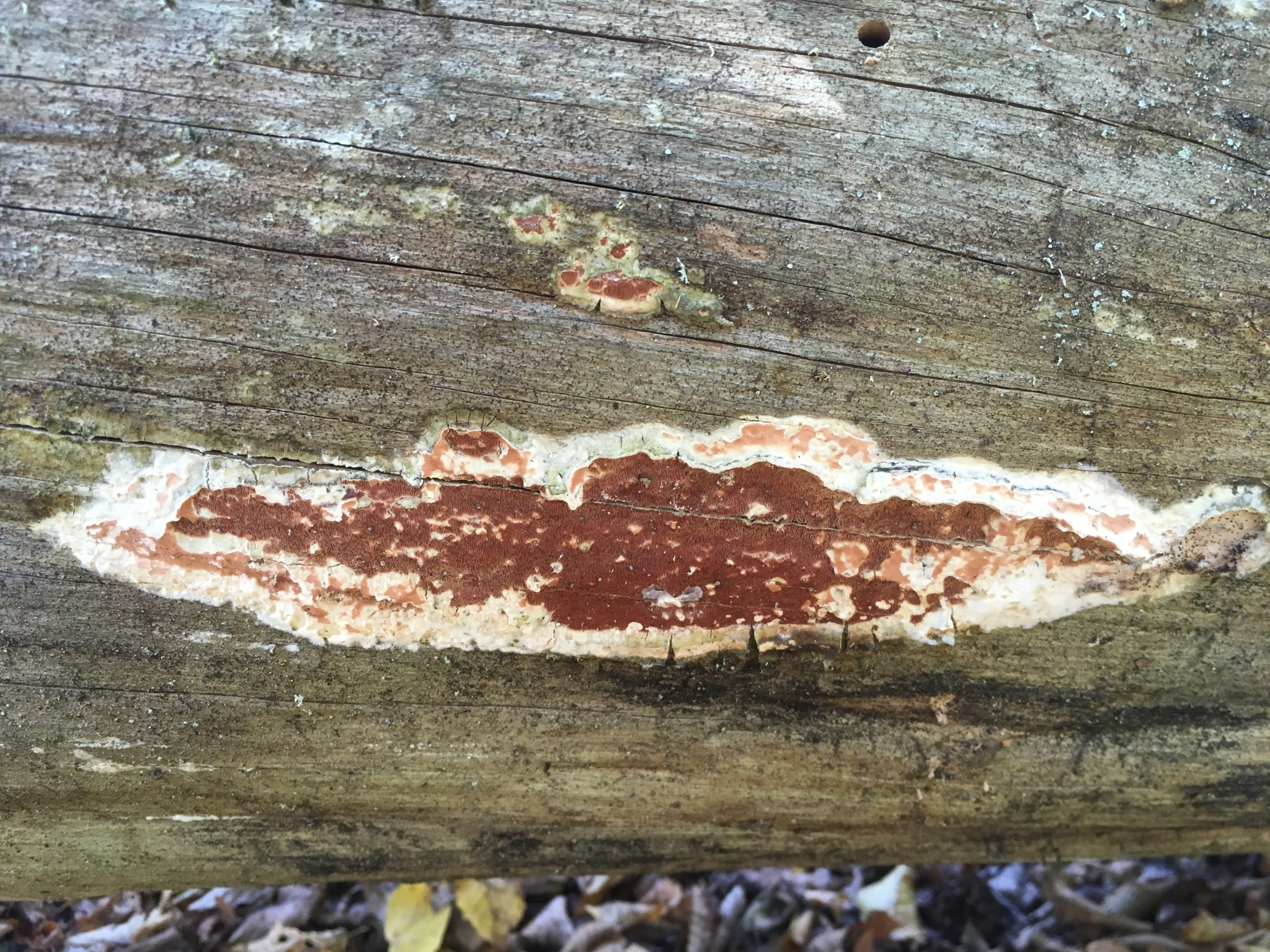
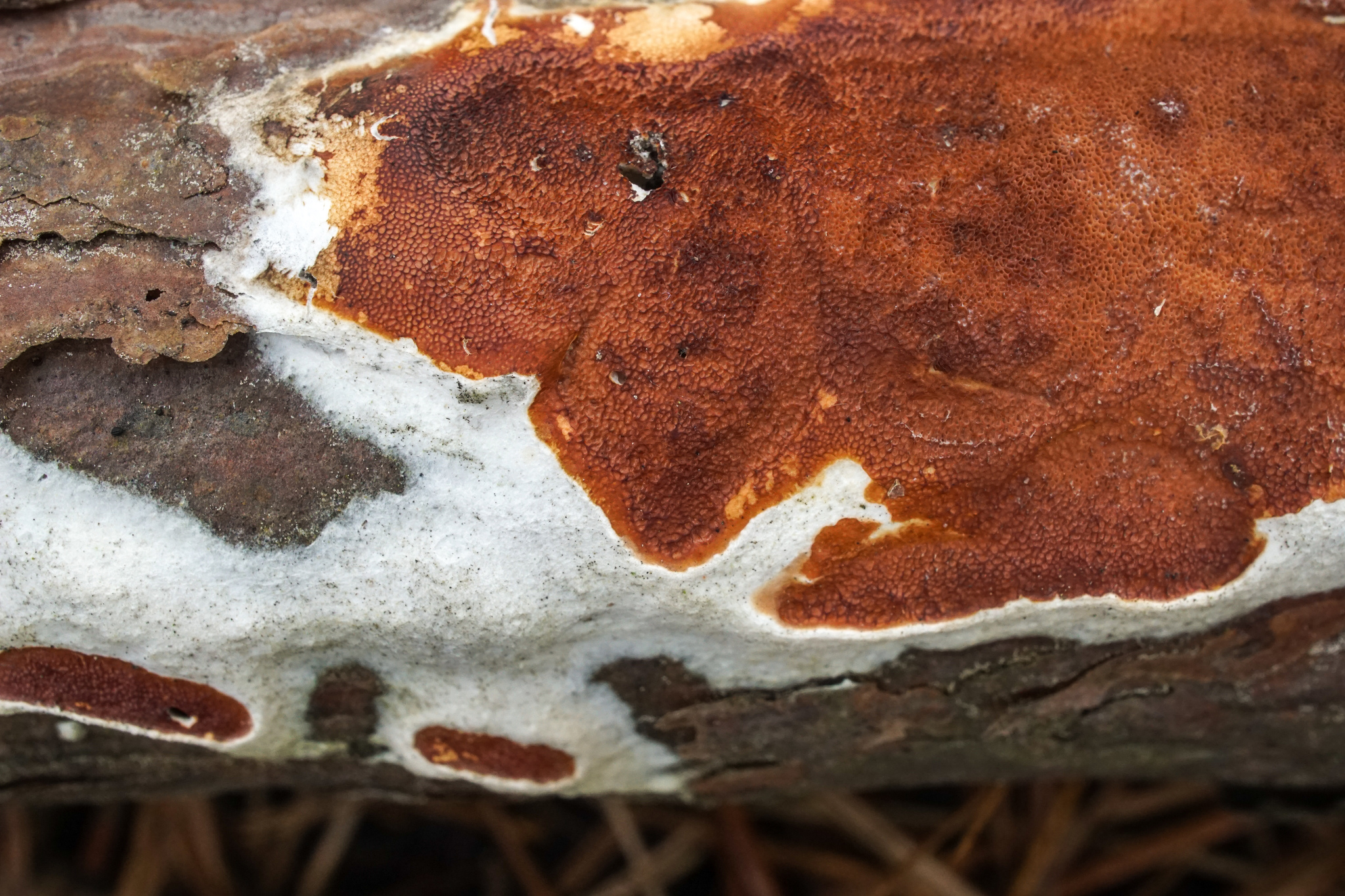
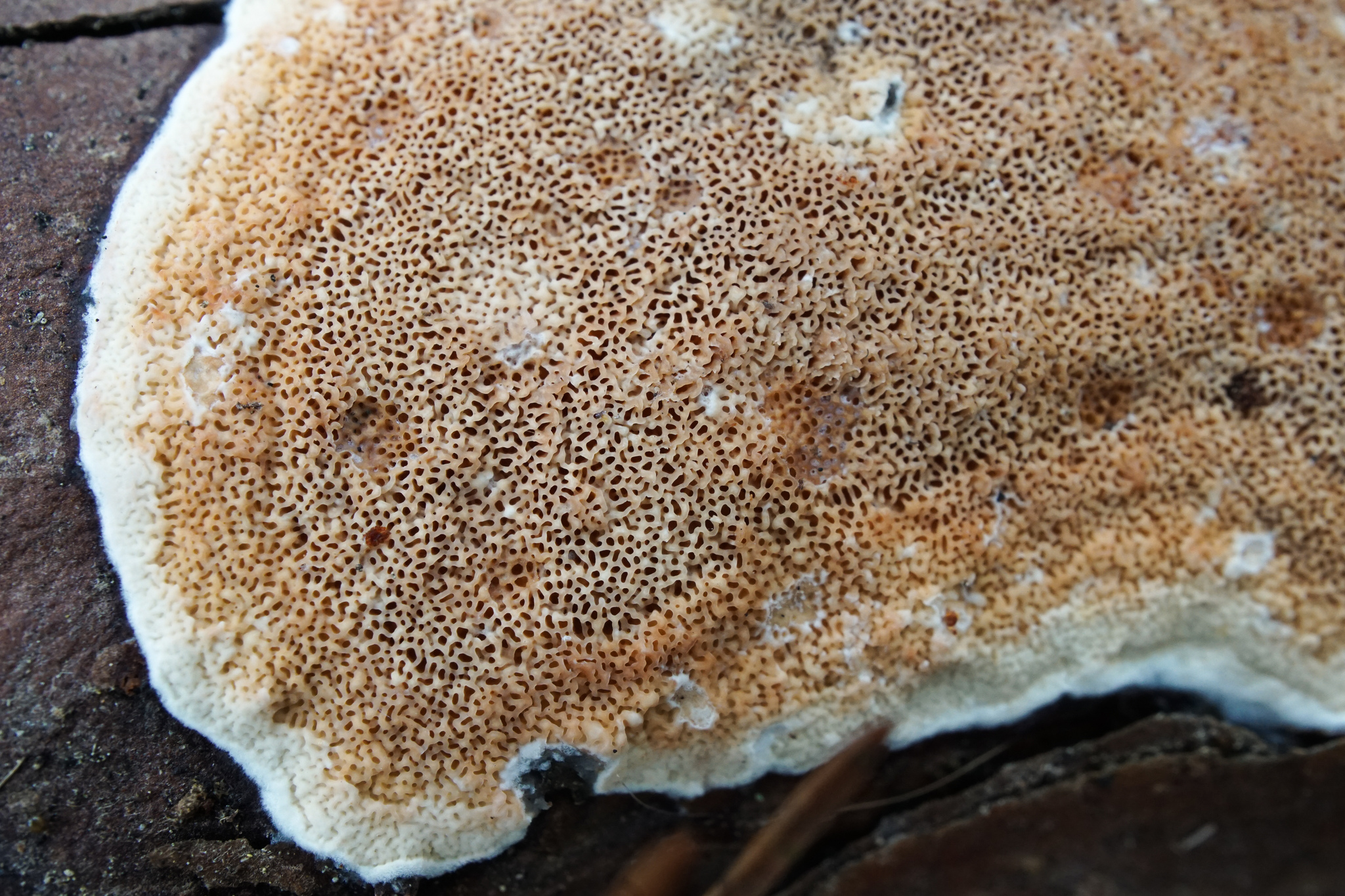

Nem ehető. 